# Variationen für Klavier (Webern)

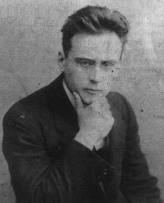
Anton Webern

Die Variationen für Klavier, op. 27, des österreichischen Komponisten Anton Webern sind ein dreisätziges Werk für Klavier solo. Sie wurden 1936  fertiggestellt und sind dem Pianisten Eduard Steuermann gewidmet. Die Uraufführung  fand am 26. Oktober 1937 mit Peter Stadlen statt.
Die Variationen sind ein Beispiel für Weberns späte Zwölftontechnik, die der seriellen Musik entscheidende Impulse verlieh.
- Satzbezeichnungen

1. Sehr mäßig
2. Sehr schnell
3. Ruhig Fließend